# Wrestle Kingdom 10 in Tokyo Dome
L’édition 2016 de Wrestle Kingdom est une manifestation de catch télédiffusée et visible en paiement à la séance, sur SKY PerfecTV! ou en streaming payant via Ustream ou sur New Japan Pro Wrestling World (en). L'événement, produit par la New Japan Pro Wrestling (NJPW), a eu lieu le 4 janvier au Tokyo Dome à Tokyo, dans la région du Kantō. Ce spectacle est le plus grand évènement de puroresu et se déroule chaque année le 4 janvier au Tokyo Dome depuis 1994. Il s'agit de la dixième édition de Wrestle Kingdom et du 23e show annuel au Tokyo Dome.

## Contexte
Les spectacles de la New Japan Pro Wrestling en paiement à la séance sont constitués de matchs aux résultats prédéterminés par les scénaristes de la NJPW. Ces rencontres sont justifiées par des storylines — une rivalité avec un catcheur, la plupart du temps — ou par des qualifications survenues dans les shows précédents. Tous les catcheurs possèdent une gimmick, c'est-à-dire qu'ils incarnent un personnage gentil ou méchant, qui évolue au fil des rencontres. Un pay-per-view comme Wrestle Kingdom est donc un événement tournant pour les différentes storylines en cours.

### Kazuchika Okada contre Hiroshi Tanahashi

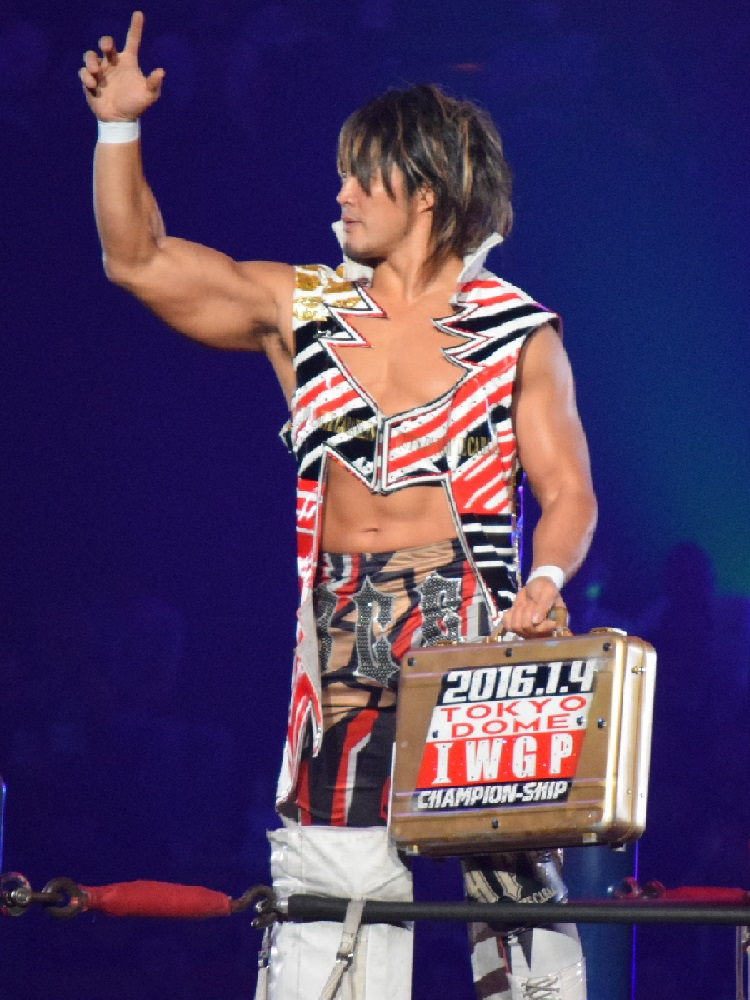
Hiroshi Tanahashi, avec la mallette remportée au G1 Climax, lui assurant un match de championnat pour le titre poids-lourd IWGP.

Le 16 août, Hiroshi Tanahashi remporte le tournoi G1 Climax en battant en finale Shinsuke Nakamura, lui donnant une opportunité pour le championnat poids-lourd IWGP. Il affrontera la champion en titre Kazuchika Okada pour la troisième fois pour le titre suprême lors de Wrestle Kingdom.

### Shinsuke Nakamura contre A.J. Styles
Le 7 novembre, lors de Power Struggle 2015, Shinsuke Nakamura conserve son titre intercontinental IWGP en battant Karl Anderson. Peu après sa victoire, il remet sa ceinture en jeu contre un autre membre du Bullet Club, A.J. Styles.

### Bullet Club contre Great Bash Heel
Le 9 décembre, les deux membres du Great Bash Heel (Tomoaki Honma et Hirooki Goto) battent Los Ingobernables de Japón (Evil et Tetsuya Naito) et remportent le World Tag League 2015. Cette victoire leur assure un match de championnat pour les ceintures par équipe IWGP, détenues par le Bullet Club.

### Jay Lethal contre Michael Elgin
Le 14 novembre, Michael Elgin remporte le tournoi Survival of the Fittest 2015, un tournoi de la Ring of Honor, lui donnant une opportunité pour le titre mondial de la ROH. Il réclame ensuite d'avoir son match pour le titre au Japon. Le 18 décembre, Jay Lethal conserve son titre en battant A.J. Styles. C'est la première fois que ce titre sera défendu lors de Wrestle Kingdom.

## Tableau des matchs
| #                                                                | Matchs | Stipulations                                                                   | Temps |
| ---------------------------------------------------------------- | --- | ------------------------------------------------------------------------------ | ----- |
| Pré-show                                                         | Jado (en) bat Ryusuke Taguchi, Shiro Koshinaka, Yoshi-Hashi, Cheeseburger, Kazushi Sakuraba, The Great Kabuki (en), Hiroyoshi Tenzan, King Haku, Máscara Dorada, Satoshi Kojima, Yuji Nagata, Manabu Nakanishi, Jushin Thunder Liger, Hiro Saito (en), Tiger Mask, Yoshiaki Fujiwara (en) et Captain New Japan | Bataille royale à 18                                                           | 31:51 |
| 1                                                                | The Young Bucks (Nick Jackson et Matt Jackson) battent reDRagon (Kyle O'Reilly et Bobby Fish) (c), Ricochet et Matt Sydal et Roppongi Vice (Baretta et Rocky Romero) | Four Way Tag Team match pour les IWGP Junior Heavyweight Tag Team Championship | 16:42 |
| 2                                                                | Toru Yano et The Briscoe Brothers (Jay Briscoe et Mark Briscoe) battent Bullet Club (Tama Tonga, Bad Luck Fale et Yujiro Takahashi) | Six Man Tag Team match pour les NEVER Openweight Six Man Tag Team Championship | 11:34 |
| 3                                                                | Jay Lethal (c) (avec Truth Martini) bat Michael Elgin | Match simple pour le ROH World Championship                                    | 12:00 |
| 4                                                                | Kushida (avec Ryusuke Taguchi) bat Kenny Omega (c) (avec The Young Bucks) | Match simple pour le IWGP Junior Heavyweight Championship                      | 12:48 |
| 5                                                                | Great Bash Heel (Togi Makabe et Tomoaki Honma) battent Bullet Club (Karl Anderson et Doc Gallows) (c) (avec Amber Gallows) | Match par équipe pour les IWGP Tag Team Championship                           | 12:49 |
| 6                                                                | Hirooki Goto bat Tetsuya Naito (avec Bushi et Evil) | Match simple                                                                   | 12:16 |
| 7                                                                | Katsuyori Shibata bat Tomohiro Ishii (c) | Match simple pour le NEVER Openweight Championship                             | 17:19 |
| 8                                                                | Shinsuke Nakamura (c) bat A.J. Styles (avec Bullet Club) | Match simple pour le IWGP Intercontinental Championship                        | 24:18 |
| 9                                                                | Kazuchika Okada (c) bat Hiroshi Tanahashi | Match simple pour le IWGP Heavyweight Championship                             | 36:01 |
| (c) désigne le(s) champion(s) défendant son titre dans le match. | |                                                                                |       |